# Revenge of the Creature
Revenge of the Creature (også kendt som Return of the Creature og Return of the Creature from the Black Lagoon) er den første efterfølger til Creature from the Black Lagoon. Det er den eneste 3D-film, der blev udgivet i 1955, og den eneste 3D-opfølger til en 3D-film. Den er instrueret af Jack Arnold, og de medvirkende er John Agar og Lori Nelson. Desuden medvirker Clint Eastwood i sin allerførste (ukrediterede) rolle.
Revenge of the Creature havde premiere i Denver den 23. marts 1955 og 2D efterfølgeren The Creature Walks Among Us fulgte i 1956.

## Handling
Efter at have overlevet at blive gennemhullet af kugler, bliver Gill-man (Dyret) fanget og sendt til Ocean Harbor Oceanarium i Florida, hvor han bliver undersøgt af dyre-psykologen Professor Clete Ferguson (John Agar) og den iktyologstuderende Helen Dobson (Lori Nelson).
Helen og Clete bliver hurtigt forelskede til stor ærgrelse for Joe Hayes (John Bromfield), der passer på Dyret. Dyret begynder straks at synes om Helen, hvilket alvorligt hæmmer Professor Fergusons forsøg på at kommunikere med ham. Dyret ender meda t slipper ud af tanken, og dræber Jø i processen, hvorefter det flygter til det åbne hav.
Det kan ikke stoppe med at tænke på Helen, og Dyret begynder at stalke hende og Ferguson, for til sidste at bortføre hende fra en restaurant ved havet, hvor de er til en fest. Clete prøver at følge efter, men Dyret undslipper ned i vandet med sin fange. Clete og politiet er klar, da Dyret kommer op til overfladen igen, og politiet skyder Dyret, og Clete redder Helen.

## Medvirkende
| Actor              | Role                              |
| ------------------ | --------------------------------- |
| John Agar          | Professor Clete Ferguson          |
| Lori Nelson        | Helen Dobson                      |
| John Bromfield     | Joe Hayes                         |
| Nestor Paiva       | Lucas                             |
| Grandon Rhodes     | Jackson Foster                    |
| Dave Willock       | Lou Gibson                        |
| Robert Williams    | George Johnson                    |
| Charles Cane       | Police Captain                    |
| Robert F. Hoy      | Charlie                           |
| Brett Halsey       | Pete                              |
| Ricou Browning     | Gill-man (Under vandet)           |
| Tom Hennesy        | Gill-man (på land og i vand)      |
| Jere A. Beery, Sr. | Nyhedsfotograf                    |
| Patsy Lee Beery    | Pige i bil                        |
| Clint Eastwood     | Laboratorieassisten (Ukrediteret) |

## Modtagelse
Revenge of the Creature blev afskrevet som en fjerdeklasses to'er af The New York Times med kommentaren " "... væk går vi som før." Udover nogle få interessante scener og "verdens nok mest usædvanlige akvarium er faktisk dejlig malerisk baggrund..." brokkede anmelderen sig over produktionen.
På Rotten Tomatoes har den 23% positive tilkendegivelser baseret på otte anmeldelser.
Selvom Revenge of the Creature ikke blev sendt i fjernsyn med rød-blå glas Anaglyf, blev den oprindeligt vist i biograferne med polariseret lys og set igennem briller med et gråt polariseret filter. En "flad" version uden 3D blev også udgivet.
I 1997 blev Revenge of the Creature drillet i en episode af komedieserien Mystery Science Theater 3000.